# Doris Schröder-Köpf
Doris Schröder-Köpf, née le 5 août 1963 à Neubourg-sur-le-Danube est une journaliste et femme politique allemande et la quatrième épouse de l'ancien chancelier fédéral allemand Gerhard Schröder, dont elle est séparée depuis 2015.

## Biographie
Doris Köpf a été la correspondante parlementaire de la Bild. Elle a également travaillé comme journaliste pour l'hebdomadaire Focus ; elle rend néanmoins sa carte de presse après l'élection de son mari.
Divorcée d'une première union, au cours de laquelle est née Klara, en 1991, Doris Köpf épouse en 1997 l'homme politique Gerhard Schröder dont elle devient la quatrième épouse. Le couple a deux enfants adoptés, Viktoria (2004) et Gregor (2006), originaires de Saint-Pétersbourg (Russie).
La presse annonce, au mois de mars 2015, la séparation du couple Schröder. En 2016, elle divorce et entame une relation avec le ministre de l'Intérieur de Basse-Saxe Boris Pistorius, qui prend fin en 2022.

## Activité politique

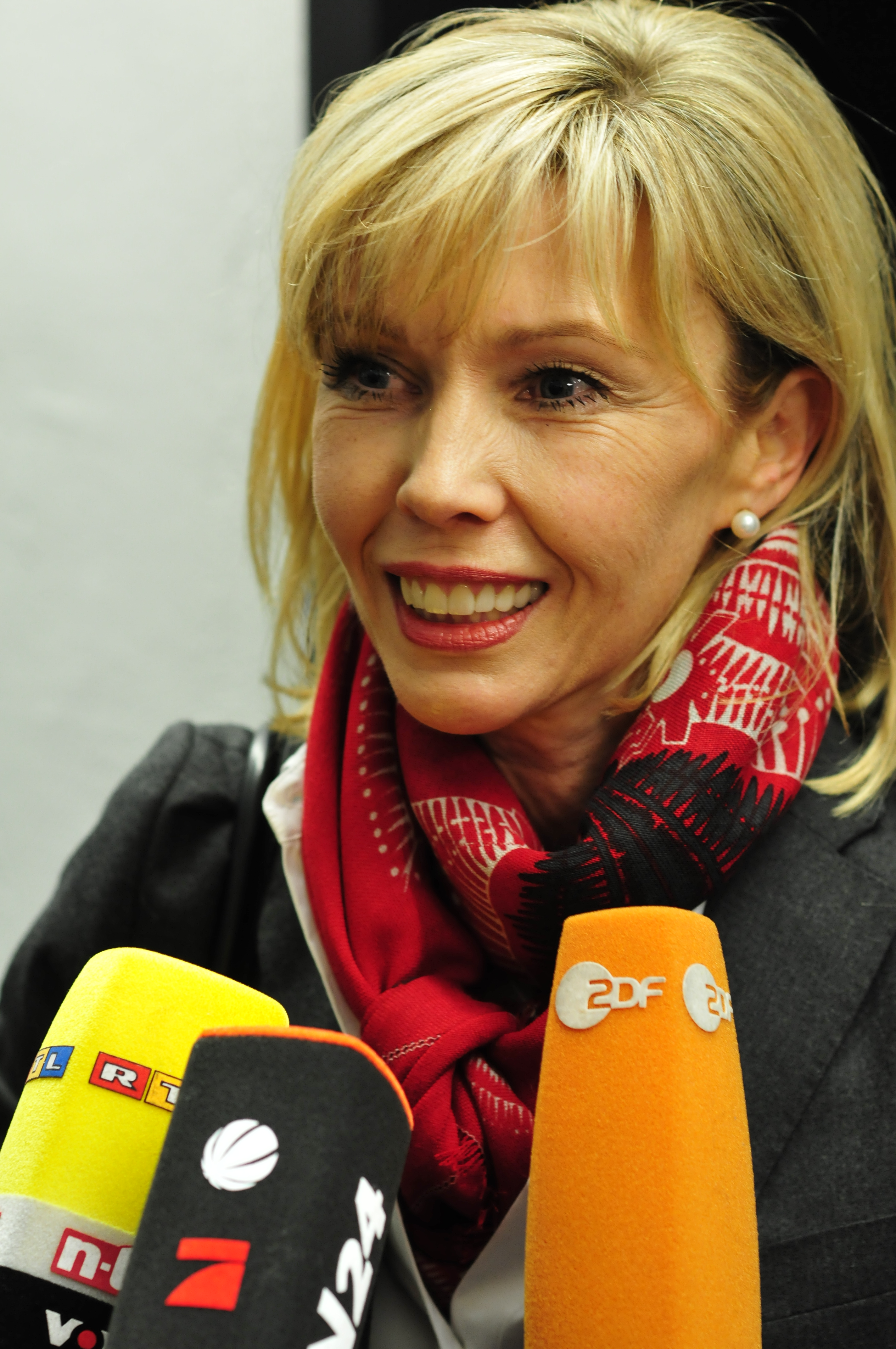
Doris Schröder-Köpf en 2013.

Elle est membre du Parti social-démocrate d'Allemagne (SPD). En janvier 2012, elle annonce qu'elle a l'intention d'être candidate aux élections régionales de 2013 en Basse-Saxe; elle perd néanmoins les primaires dans la circonscription de Hannover-Döhren.
Finalement candidate dans cette circonscription, elle n'est pas élue au scrutin uninominal mais, figurant en douzième place sur la liste régionale, elle fait tout de même son entrée au Landtag. Elle est finalement élue aux élections anticipées de 2017 avec 38 % des voix.